# كسر العظمة الزورقية
كسر العظمة الزورقية (بالإنجليزية: Scaphoid fracture)‏ هو كسر في العظمة الزورقية في الرسغ، وتشمل الأعراض عادة ألم في قاعدة الإبهام، ويزداد هذا الألم مع حركة اليد.
كما أن المسعط التشريحي في اليد عادة ما يكون مؤلما وقد يحدث تورم في تلك المنطقة، وقد تشمل المضاعفات عدم التئام الكسر، ونخر انعدام الأوعية والتهاب مفصل الرسغ.
ويعد السقوط على يد ممدودة من أشهر أسباب كسر زورقية الرسغ، والتشخيص عادة يتم عن طريق الفحوصات وتصوير تشخيصي طبي؛ وبعض الكسور قد لا تظهر في صور الأشعة السينية العادية. في مثل هذه الحالات يجبر معصم المريض ثم يتم عمل صورة سينية جديدة بعد أسبوعين أو صورة بالرنين المغناطيسي أو مسح ضوئي للعظام.
ويمكن الوقاية من الكسر باستعمال الحامي الطبي لمنطقة الرسغ أثناء القيام بأنشطة معينة. وتكون الجبيرة كافية للمرضى ذوي الكسر المحلي ولكن إذ لم يكن الكسر محلي يوصى بتدخل جراحي. وفترة الشفاء قد تكون حتى ستة أشهر. كما يعد كسر الزورقية أكثر كسر شائع في عظم الرسغ، والرجال معرضون أكثر من النساء لهذا النوع من الكسر.

## الأعراض
عادة ما يعاني أصحاب كسور الزورقية من آلم في منطقة السعوط.
والألم المحلي عادة ما يكون موجود في إحدى الأماكن الثلاثة التالية:
1. النتوء البارز في راحة اليد لكسور الأقطاب البعيدة.
2. المسعط التشريحي أو الكسور الوسطى للجسم.
3. كسور بعيدة المجال للحدبية الظهرانية للكعبرة المعروفة بحدبية ليستر.

### الآلية
كسور الزورقية، قد تحدث إما مع الضغط المحوري المباشر، أو مع تمدد مفرط للمعصم، مثل السقوط على راحة اليد على يد ممدودة.
وباستخدام نظام تصنيف هربرت هنالك ثلاثة أنواع لكسور الزورقية:
من 10% إلى 20% في القطب القريب للرسغ، من 60% إلى 80% في الوسط، الباقي قد يحدث في الأقطاب البعيدة.

## التشخيص
```

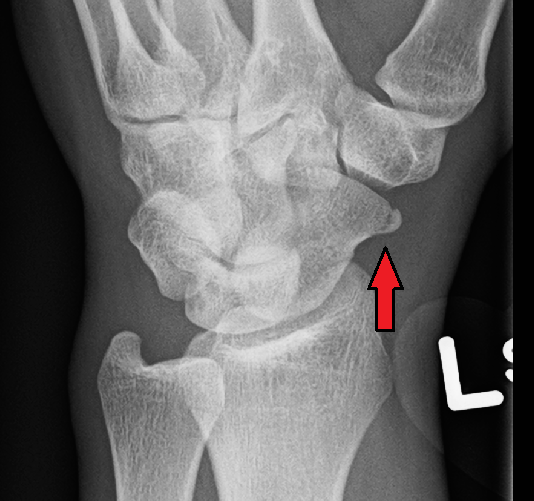
كسر في حديبة العظم الزورقي في الرسغ.

يتم عادة تشخيص كسر العظمة الزورقية بالتصوير بالأشعة السينية الجانبية، ولكن لا تظهر جميع الكسور في البداية ولذلك الناس اللذين يعانون من الم عند الضغط على منطقة السعوط يضعون جبيرة عصابة الإبهام من سبع إلى عشر أيام وحينها يتم أخذ مجموعة أخرى من صور الأشعة السينية.
```

وإذا كان هناك كسر شعري سيكون الشفاء واضحا، وحتى في ذلك الحين لن يكون كسر العظمة الزورقية واضحا، ويتم أخذ صورة بالأشعة المقطعية لتقيم العظمة الزورقية بوضوح أكبر، كما انه يفضل التصور بالرنين المغناطيسي إذا توفر عن التصوير بالأشعة المقطعية لأنه يمكن ان يعطي تشخيصا فوري. ويعد لا يظهر التصوير الملون طريقة فعالة لتشخيص الكسر الذي في صور الأشعة السينية.

## معرض صور

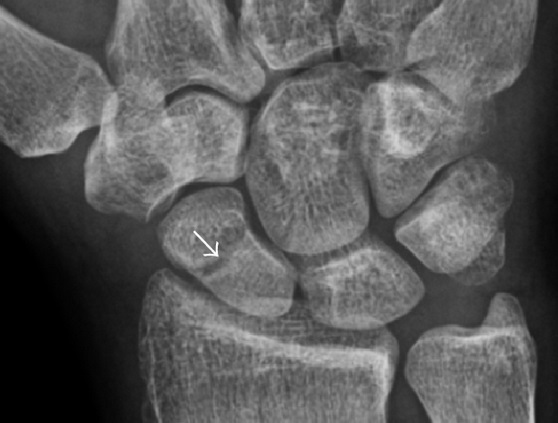
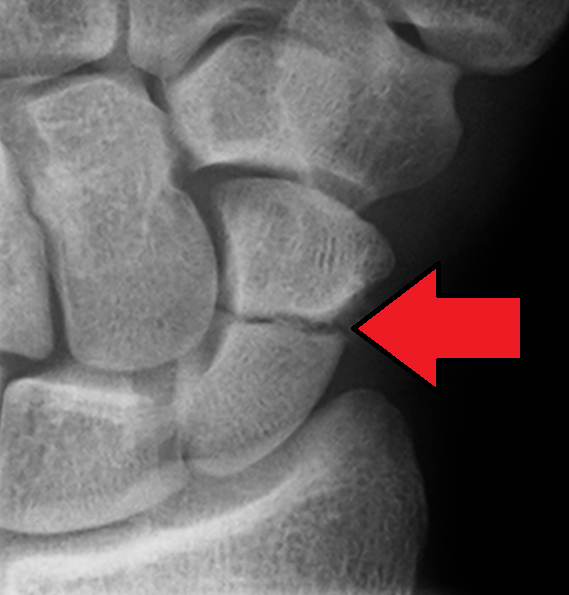
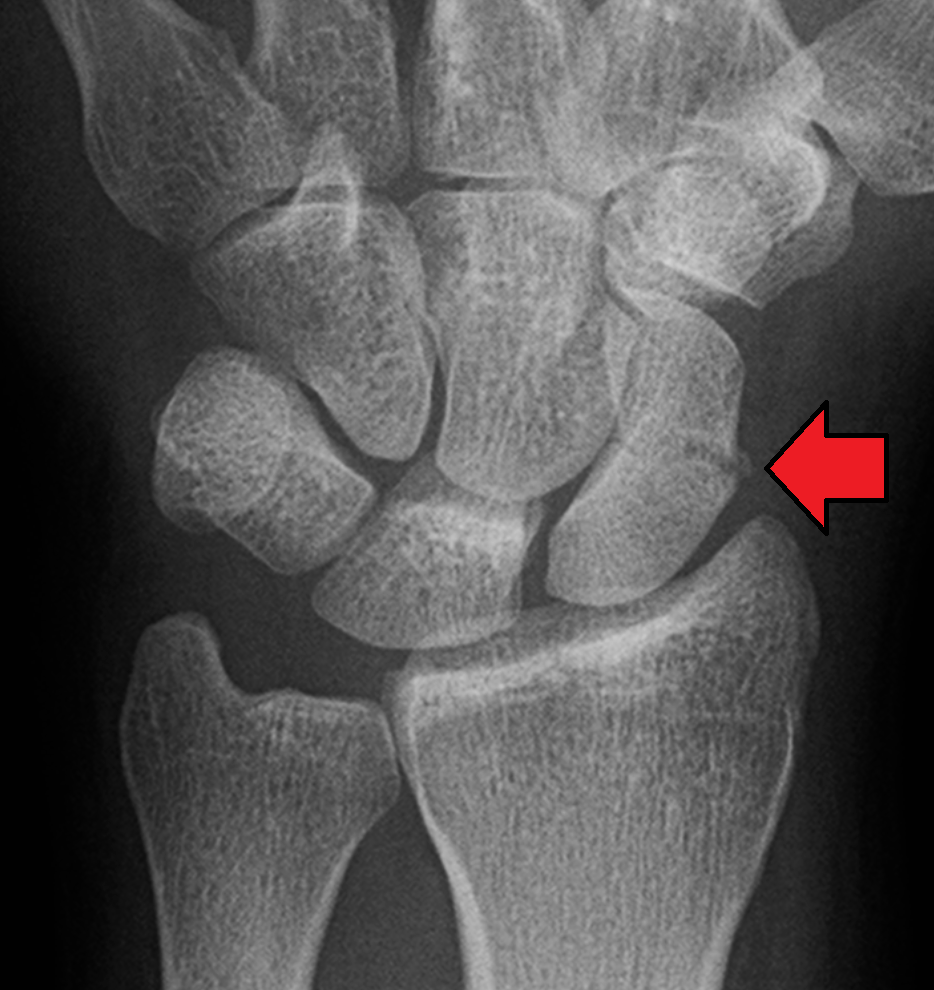